# Jack Maddocks
Pas d'image ? Cliquez ici

a Compétitions nationales et continentales officielles uniquement.

b Matchs officiels uniquement.
Dernière mise à jour le 19 février 2024.
Jack Maddocks, né le 5 février 1997 à Sydney (Australie), est un joueur de rugby à XV international australien jouant aux postes d'arrière, d'ailier ou de demi d'ouverture. Il évolue avec la Section paloise en Top 14.

## Carrière

### En club
Considéré comme un grand espoir australien du cricket et du rugby à XV, Jack Maddocks fait finalement le choix du rugby et commence sa carrière professionnelle en 2015 avec le club de Eastern Suburbs, qui dispute le Shute Shield (championnat de la région de Sydney),.
Joueur polyvalent et talentueux, il est alors considéré comme un espoir du rugby australien, et il signe un contrat avec la franchise des Melbourne Rebels en 2016. Il fait ses débuts en Super Rugby le 6 mai 2017 lors d'un match contre les Lions. Après une première saison d'adaptation (5 matchs), il se révèle lors de la saison 2018 de Super Rugby, où il marque neuf essais en quinze matchs,. Il marque un triplé, le premier de l'histoire des Rebels, lors du match contre les Sunwolves en mars 2018. Essentiellement utilisé à l'aile et à l'arrière, il fait alors le souhait de jouer plus souvent au poste de demi d'ouverture lors des saisons à venir, après une discussion avec l'ancien international australien Stephen Larkham. Cela restera néanmoins sans suite.
À partir de 2017, il joue également avec l'équipe des Melbourne Rising en National Rugby Championship (NRC).
En 2020, après trois saisons réussies avec les Rebels, il s'engage pour un contrat d'un an avec les Waratahs, basés dans sa région d'origine de Sydney. Après une saison de qualité, il prolonge son engagement pour une saison supplémentaire.
Jack Maddocks quitte l'Australie en juin 2021 pour rejoindre la Section paloise, évoluant en Top 14, pour un contrat de deux saisons,. Dès son premier match sous les couleurs paloises, il se fracture le pouce et manque six semaines de compétition. Puis, après avoir joué seulement quatre matchs et inscrit un essai face à l'Union Bordeaux Bègles pour son deuxième match, il se blesse à la cuisse fin octobre et manque tout le reste de la saison 2021-2022 de Top 14. Son absence est due à une calcification d'un hématome, blessure rare et délicate à traiter. Cette même blessure avait mis un terme à la carrière de son père.
En décembre 2022, Maddocks prolonge son contrat avec Pau pour deux saisons supplémentaires. Après une première saison écourtée par sa blessure, Maddocks commence la saison suivante  sur la pelouse de l'ASM Clermont, à l'occasion de la deuxième journée de la saison 2022-2023 de Top 14. Lors de la troisième journée, il participe grandement à la victoire béarnaise face au Stade toulousain en inscrivant deux essais, ce qui lui permet de remporter l'Oscar de la semaine du Midi olympique. Il s'affirme alors peu à peu comme un leader de l'attaque paloise, retrouvant le niveau qui lui avait permis de devenir international,. En retrouvant son niveau, Jack Maddocks s'impose comme l'un des leaders d'attaque paloise,.
Il continue sur sa lancée lors de la saison 2023-2024, prenant une part prépondérante au bon début de saison du club palois,,.
Au début de la saison 2024-2025, Jack Maddocks dispute l'étape de Mont-de-Marsan du Supersevens 2024 avec son frère Will, recrue du club pour ce tournoi. Jack rejoint ensuite le groupe à 15 pour le reste de la préparation d'avant-saison, alors que Will continue à encadrer les jeunes joueurs issus du centre de formation.

### En équipe nationale
Jack Maddocks joue avec l'équipe d'Australie des moins de 20 ans lors du championnat du monde junior 2016,
Il est sélectionné pour la première fois avec les Wallabies en octobre 2017 par le sélectionneur Michael Cheika. Il est alors sélectionné en tant que « apprenti », afin de lui faire découvrir le niveau international.
Il est rappelé en juin 2018, et obtient sa première cape internationale avec l'équipe d'Australie dans le cadre du Rugby Championship, le 18 août 2018 contre la Nouvelle-Zélande à Sydney, marquant à cette occasion son premier essai international,. Il obtient par la suite six autres sélections lors de l'année 2018.
En 2019, bien qu'il soit sélectionné pour participer au Rugby Championship, il ne dispute aucun match, et manque également de faire partie du groupe australien pour la Coupe du monde au Japon,.
Après la déception de manquer le mondial japonais, il rejoint en octobre 2019 la sélection australienne à sept, avec pour objectif de disputer les Jeux olympiques 2020 de Tokyo. Avec cette équipe, il remporte le championnat d'Océanie en novembre 2019, qualificatif pour les Jeux. En 2020, il ne joue pas à sept à cause de la pandémie de Covid-19, et du report des Jeux Olympiques d'une année. En juin 2021, il fait partie du groupe élargi retenu pour préparer le tournoi olympique. Il n'est toutefois pas sélectionné dans le groupe final de douze joueurs pour disputer la compétition.

## Vie privée
Jack Maddocks est le benjamin d'une fratrie de 4 garçons: Will, Tim et James. Son frère Will a porté le maillot de l'équipe d'Australie à sept et évolue désormais au Rotterdamse Rugby Club, évoluant dans le championnat néerlandais,.
Vivant en France depuis 2021, Maddocks parle couramment français.

## Statistiques
Au 13 septembre 2023, Jack Maddocks compte 7 capes en équipe d'Australie, dont trois en tant que titulaire, depuis le 18 août 2018 contre l'équipe de Nouvelle-Zélande à Sydney. Il inscrit un essai (5 points).
Il participe à une édition du Rugby Championship, en 2018. Il dispute cinq rencontres dans cette compétition.